# Lobelia amoena
Lobelia amoena là loài thực vật có hoa trong họ Hoa chuông. Loài này được Michx. mô tả khoa học đầu tiên năm 1803.